# Egenvægt
Egenvægten er den vægt, der udgøres af motor, brændstof, karosseri m.v., som er nødvendig for at driften et køretøj eller skib kan fungere. Vægten af gods og/eller passagerer er således ikke inkluderet.
Målet omfatter (normalt) ikke en eller flere førere. Men en række producenter af biler inden for EU medtager vægten af en fører på 75 kg, som defineret i det europæiske direktiv 95/48/EC.